# Bobo jezici
Bobo jezici, maleni skup od (2) zapadnih mande jezika iz Burkine Faso kojim govori ukupno oko 372.000 ljudi. Pripada široj skupini soninke-bobo, nigersko-kongoanska porodicaPredstavnici su: 
- Konabéré crni bobo ili sjeverni bobo madare [bbo], 35.000 u Burkina Faso (1995. SIL) i 25.000 u Maliju (2007. SIL).
- Južni bobo madaré ili crni bobo [bwq], 312.000 (2000.), Burkina Faso.

## Vanjske poveznice
- Ethnologue (14th)
- Ethnologue (15th)